# Helmuth Dietrich von Maltzahn
Helmuth Dietrich von Maltzahn (* 9. Dezember 1761 auf Wolde in Mecklenburg; † 15. Dezember 1826 in Demmin) war ein preußischer Generalmajor.

## Leben

### Herkunft
Helmuth Dietrich war ein Sohn des preußischen Kapitäns Bogislav Helmuth von Maltzahn (1724–1800) und dessen Ehefrau Dorothea, geborene von Maltzahn (1732–1801) aus dem Hause Cummerow. Sein Vater war Herr auf Wolde, Ritter des Johanniterordens und mecklenburg-schwerinscher Hofmarschall. Der oldenburgische Diplomat und Regierungspräsident Hans Albrecht von Maltzan war sein älterer Bruder.

### Militärkarriere
Maltzahn trat 1774 als Standartenjunker in das Regiment Gensdarmes der Preußischen Armee ein und wurde am 7. Januar 1775 als künftiger Ritter in den Johanniterorden aufgenommen. Bis Anfang Juni 1777 avancierte er zum Kornett im Husarenregiment „von Zieten“ und nahm 1778/79 am Bayerischen Erbfolgekrieg teil. Am 28. Juni 1781 wurde er Sekondeleutnant sowie am 15. Mai 1790 Rittmeister und Inspektionsadjutant des Generals von Prittwitz. Während der Niederschlagung des Kościuszko-Aufstands nahm Maltzahn 1794/95 in Polen an den Kämpfen bei Warschau und Rawka teil. Am 6. Juni 1794 erhielt er für Rawka den Orden Pour le Mérite. Kurz danach am 17. Juni 1794 wurde er Major und wieder Inspektionsadjutant.
Am 3. Juli 1800 wurde er Johanniterritter. Am 1. Juni 1804 wurde er zum Oberstleutnant befördert und am 20. Dezember 1804 zum Eskadronchef im Dragonerregiment „von Pastau“ ernannt. Am 1. Juni 1806 wurde er zum Oberst befördert und kämpfte während des Vierten Koalitionskrieges bei Preußisch Eylau und Heilsberg. Am 12. November 1806 wurde er zum Kommandeur des Litthauischen Dragoner-Regiments ernannt und in dieser Stellung Anfang Mai 1808 mit dem Orden des Heiligen Wladimir III. Klasse ausgezeichnet. Am 16. Februar 1810 wurde er Befehlshaber der Ostpreußischen Leichten Brigade. Am 1. April 1812 wurde er Kommandeur der Depots der demobilen Kavallerieregimenter in Ostpreußen und noch im gleichen Jahr beauftragte man ihn mit der Wahrnehmung der Geschäfte als Kommandant von Memel. Nachdem man Maltzahn am 30. Juni 1813 von seinem Kommando entbunden hatte, wurde er am 7. August 1813 als Landwehr-Brigadekommandeur zum III. Armeekorps unter Bülow versetzt. Schon am 28. November 1813 erhielt er seinen Abschied als Generalmajor mit einer Pension von 800 Talern. Er starb unverheiratet am 15. Dezember 1826 in Demmin in Pommern.